# Contestation des élections législatives russes de 2011
La contestation des élections législatives russes de 2011, rebaptisée par Boris Nemtsov révolution blanche  ou  révolution des neiges, est une série de manifestations se déroulant à la suite des élections législatives russes du 4 décembre 2011.

## Contexte
Selon les résultats officiels, Russie unie, présidée par Vladimir Poutine, remporte la majorité absolue des sièges avec 49,32 % des voix. Au mois de septembre 2011, Vladimir Poutine, président de la fédération de Russie de 2000 à 2008 et président du gouvernement depuis 2008, avait annoncé son intention de retrouver son poste de président à l'occasion de l'élection présidentielle de 2012 et promis, une fois élu, de nommer l'actuel chef de l'État, Dmitri Medvedev, à la tête du gouvernement. Ce « tour de passe-passe » aurait mécontenté la population et fait perdre de nombreuses voix à Russie unie lors de ces élections législatives, puisque le parti recule de 15 points par rapport au scrutin de 2007.
L'ONG Golos,, rapporte des irrégularités et pressions durant la campagne électorale et pendant le scrutin. Le Parti communiste de la fédération de Russie dénonce, dès le début du scrutin, des fraudes massives. Le Parti libéral-démocrate de Russie et Iabloko remettent également en cause les résultats. L'Organisation pour la sécurité et la coopération en Europe relève de « sérieuses indications de bourrages des urnes », tandis que plusieurs médias font état d'exemples de fraudes flagrantes. Une vidéo montre ainsi un homme qui déclare : « Si on commence à vous embêter, appelez un policier… Il est au courant ». Plusieurs chaines de télévision diffusent au soir des élections des résultats pour le moins surprenants. Ainsi dans la région de Rostov, la somme des scores de chaque formation atteint 146,47 %, un phénomène que certaines ONG russes expliquent comme le résultat d'un bourrage d'urnes en faveur de Russie unie mais dont les auteurs auraient oublié d'enlever des voix aux autres partis. Dans les casernes, les prisons, les hôpitaux psychiatriques, le parti au pouvoir a recueilli de 92 à 95 % des voix et même 99 % en Tchétchénie. Une ONG, l'Observateur citoyen, avance même sur son site internet que le score réel de Russie unie serait à peine de 30 % et donc surévalué de 20 points.
| Parti | Parti                                       |       |
| Parti | Parti                                       | %     |
| ----- | ------------------------------------------- | ----- |
|       | Russie unie                                 | 30,90 |
|       | Parti communiste de la fédération de Russie | 22,80 |
|       | Russie juste                                | 20,50 |
|       | Parti libéral-démocrate de Russie           | 13,80 |
|       | Iabloko                                     | 7,80  |
|       | Patriotes de Russie                         | 1,50  |
|       | Juste Cause                                 | 0,90  |

## Manifestations

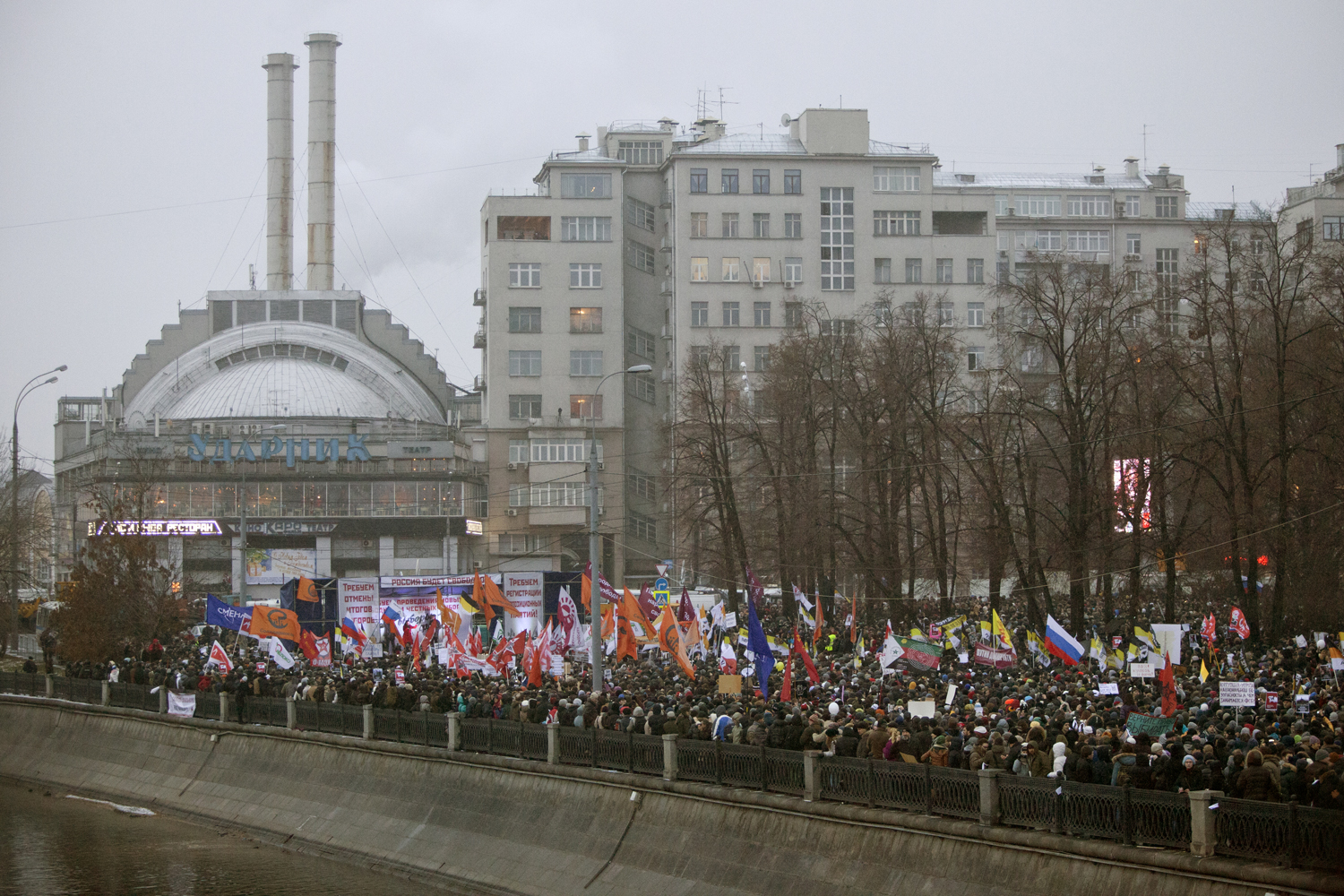
Manifestations, place Bolotnaya, le 10 décembre 2011.

Le journal Huffington Post rapporte que « le phénomène est essentiellement urbain et cantonné aux très grandes villes comme Moscou ou Saint-Pétersbourg » Le mouvement de contestation est organisé sur Internet et rassemble des militants de partis nationalistes, communistes, libéraux, associations, ONG.
Le Parti communiste (KPRF), premier parti d'opposition, marque cependant ses distances à l’égard de « l’orangisme » des libéraux. Son président, Guennadi Ziouganov, rappelle ainsi les précédents de la Yougoslavie, de la Géorgie et de l’Ukraine et qualifie les leaders libéraux de « pope Gapone collectif », en référence à un prêtre qui joua un rôle provocateur lors du dimanche rouge de 1905.
Durant la journée du scrutin, plusieurs manifestations ont lieu à Moscou et Saint-Pétersbourg contre Russie unie et sont réprimées. Il y aurait eu 170 arrestations. La chaîne américaine Fox News montre dans un reportage une vision d’une Russie « à feu et à sang » « illustrée » par des images d’émeutes en Grèce,. 
Les 5 et 6 décembre, les manifestations continuent à Moscou avec jusqu'à plusieurs milliers de manifestants. Parmi les figures de l'opposition, l'ancien vice-Premier ministre Boris Nemtsov et le chef de Iabloko Sergueï Mitrokhine sont arrêtés, de même que le blogueur Alexeï Navalny. Au total, plusieurs centaines de personnes ont été arrêtées.
Le 10 décembre, une manifestation rassemble entre 50 000 et 80 000 personnes. Le 18 décembre, de nouvelles manifestations mobilisent plusieurs milliers de personnes à travers plusieurs villes de Russie occidentale,.
Le 24 décembre, le nombre de personnes s'étant rassemblées à Moscou pour défiler est estimé à 120 000 par les organisateurs et au moins 29 000 selon la police, tandis qu'un expert mandaté par RIA Novosti en dénombrait au moins 56 000. La présentatrice de télévision Ksenia Sobtchak lors de son discours du 24 décembre 2011, devant 100 000 manifestants, a été sifflé et beaucoup doutent de sa sincérité.

## Contre-manifestations

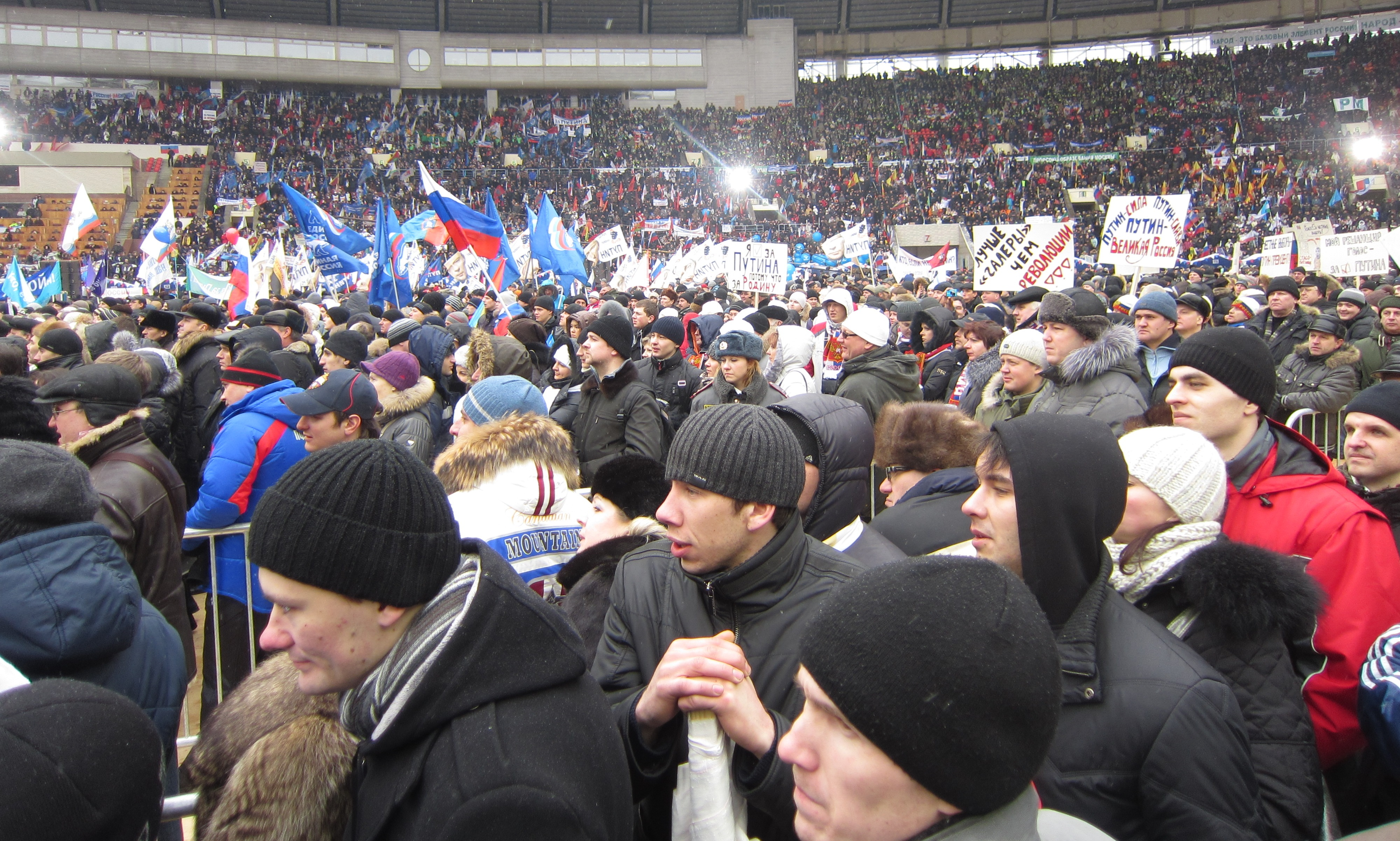
Manifestation de soutien à Vladimir Poutine au stade Loujniki, le 23 février 2012.

Le 28 janvier 2012, 15 000 Russes se rassemblent à Iekaterinbourg pour soutenir Vladimir Poutine, brandissant des banderoles où on peut lire « La Russie a besoin d'un président fort », « nous sommes favorables à un futur stable » ou encore « nous sommes pour Vladimir Poutine ».
Le 23 février 2012, le stade Loujniki de Moscou est rempli de 130 000 Russes favorables à la réélection de Vladimir Poutine.

## Réactions

### Soutiens du mouvement
Les contestataires reçoivent notamment le soutien de l'ancien maire de Moscou Iouri Loujkov, de l'ancien ministre des Finances Alexeï Koudrine, ou encore de l'écrivain Boris Akounine,. L'ancien dirigeant soviétique Mikhaïl Gorbatchev estime que Vladimir Poutine devrait quitter le pouvoir car « il a déjà fait trois mandats : deux en tant que président (2000-2008), un en tant que Premier ministre, ça suffit ».

### Soupçons d'ingérence américaine
C'est l'ONG russe Golos financée et soutenue par les États-Unis,, qui rapporte des irrégularités et pressions durant la campagne électorale et pendant le scrutin. Le département d’État américain avait publiquement annoncé en décembre 2010 que les fonds accordés aux ONG et « médias indépendants » russes seraient augmentés en 2012 jusqu’à plus de 9 millions de dollars. Le sénateur républicain John McCain twitte que « le printemps russe arrive ».
Le blogueur Alexeï Navalny qui a étudié aux États-Unis à l’université Yale, où il fut un « Yale World Fellow », serait lié à la National Endowment for Democracy,. Le 8 décembre 2011, la secrétaire d’État américaine, Hillary Clinton déclare au siège de l'OTAN à Bruxelles que les États-Unis soutiennent « les droits du peuple russe » et ses espoirs pour « un avenir meilleur ». Vladimir Poutine accuse les États-Unis de soutenir l'opposition, reproche à Hillary Clinton d'avoir « donné le signal de départ » et ajoute que « qu'une partie des organisateurs (des manifestations) agissent selon un scénario connu (...) mais nous savons aussi que dans notre pays les gens ne veulent pas que la situation évolue comme cela s'est passé au Kirghizstan ou il n'y a pas longtemps en Ukraine. Personne ne veut le chaos ». Lors d'une émission télévisée, Vladimir Poutine compare les manifestants aux « banderlog », les singes du Livre de la jungle dont le terme est devenu synonyme de « groupe aux bavardages irresponsables ».
Le journaliste Jean-Marie Chauvier souligne que « la vision d’une Russie "à feu et à sang" a été exagérée dans certains médias occidentaux ». La chaîne américaine Fox News a ainsi été jusqu'à diffuser des images d’émeutes en Grèce dans un reportage sur les incidents en Russie.

### Félicitations pour la réélection de Vladimir Poutine
Le 5 mars 2012, le président français Nicolas Sarkozy a félicité Vladimir Poutine après son élection et exprime ses « plus sincères encouragements pour poursuivre l’œuvre de modernisation démocratique et économique » de la Russie.
Le 10 mars 2012, Barack Obama a téléphoné à Vladimir Poutine pour le féliciter.